# Vainoniemi-Rauttunrahka
Vainoniemi-Rauttunrahka este o arie protejată (arie specială de conservare — SAC, sit de importanță comunitară — SCI) din Finlanda întinsă pe o suprafață de 57 ha, integral pe uscat.

## Localizare
Centrul sitului Vainoniemi-Rauttunrahka este situat la coordonatele 61°12′11″N 23°58′33″E / 61.2031°N 23.9758°E.

## Înființare
Situl Vainoniemi-Rauttunrahka a fost declarat sit de importanță comunitară în august 1998 pentru a proteja 1 specie de animale. Situl a fost protejat și ca arie specială de conservare în aprilie 2015.

## Biodiversitate
Situată în ecoregiunea boreală, aria protejată conține 4 habitate naturale: Mlaștini oligotrofe degradate, capabile încă de regenerare naturală, Păduri fino-scandinave bogate în ierburi cu Picea abies, Păduri caducifoliate de mlaștină fino-scandinave, Mlaștini împădurite.
La baza desemnării sitului se află o specie protejată de  mamifere: veveriță zburătoare siberiană (Pteromys volans).
Pe lângă speciile protejate, pe teritoriul sitului au mai fost identificate 13 specii de păsări, 6 specii de nevertebrate, 1 specie de pești.